# Alexander Olek
Alexander Olek (* 10. August 1969 in Bonn; † 13. März 2024 in Berlin) war ein deutscher Biochemiker und Unternehmer.

## Leben
Alexander Olek wurde als Sohn des Humangenetikers Klaus Olek geboren. Nach dem Abitur studierte er zwischen 1989 und 1995 Mathematik in Buenos Aires, Argentinien, Chemie in Bonn und Biochemie am Imperial College in London. Er schloss die Studien mit einem Bachelor with Honours in Biochemie ab und promovierte dann ab 1996 am Berliner Max-Planck-Institut für molekulare Genetik in der Abteilung von Thomas Trautner. Seine Promotion wurde ihm 1999 von der University of London verliehen. Während der Promotion schrieb er mehrere Patente, die auch als Grundlage für die Gründung der Firma Epigenomics AG (ECX) von der Max-Planck-Gesellschaft dienten.
Epigenomics AG war Pionier auf dem Gebiet der DNA-Methylierung und nutzte dieses biologische Phänomen, um damit einen Bluttest für die Früherkennung von Darmkrebs zu entwickeln. Olek leitete das Unternehmen zwischen dessen Gründung 1997 und 2006. In dieser Zeit gelang ihm der Gang an die Frankfurter Börse, bevor er sich im Jahre 2006 neuen Aufgaben widmete. Zu dieser Zeit war er auch Mitgründer des Gesundheitsportals Onmeda GmbH und der pharmazeutische Unternehmensberatung Catenion GmbH in Berlin.
Weitere Gründungen unter maßgeblicher Beteiligung Oleks waren Ende der 1990er Jahre die Biotech-Firmen Genom Analytic GmbH in Bremen (aufgelöst 10. August 2012), Biopsytec GmbH in Berlin (heute Teil der französischen Firma Allflex) und Certagen GmbH in Bonn.
2005 war Olek dann Initiator und Gründer der Phorms Management AG, einem deutschen Betreiber bilingualer, staatlich anerkannter Ganztagsschulen, sowie einer Reihe weiterer, dem Phorms-Netzwerk zugehöriger Firmen. Olek fungierte bis 2010 als geschäftsführender Direktor. Er gab diesen Posten Anfang 2010 auf, um in den im Ausland tätigen internationalen Schulträger, Nobel Education Network Ltd in London, (mit Schulen unter anderem in Wien, Istanbul, Muskat, Ho-Chi-Minh-Stadt, Katar und Faro) zu investieren. Hier fungierte er zwischen 2010 und 2015 als Chief Executive Officer.
Mit Gründung der Ark-Biodiversity GmbH in Berlin und Bonn kehrte Olek 2018 zu seinen Wurzeln zurück. Er plante genetische Fingerabdrücke für alle höheren Lebewesen zu erstellen und dadurch deren Abstammung zu analysieren. Ziel war es Wild- und Zuchttiere zu erkennen und damit CITES geschützte Tiere mit eigenen genetischen Pässen auszustatten – eine Vision, die dazu geeignet wäre, den illegalen Tier-Pflanzenhandel zu unterbinden.
Alexander Olek war verheiratet und hat vier Kinder.

## Auszeichnungen
- 2001: Von der Unternehmensberatung Ernst & Young zum Entrepreneur des Jahres gewählt[9]
- 2002: Ehrung als einer der weltbesten Young Innovators durch das Fachblatt Technology Review.[10]
- 2006: Einer der 100 Köpfe von morgen der Initiative Land der Ideen unter der Schirmherrschaft des damaligen Bundespräsidenten Horst Köhler.[11]

## Publikationen
- Stephan Beck, Alexander Olek (Hrsg.): The Epigenome: Molecular Hide and Seek. Wiley-VCH, Weinheim 2006, ISBN 3-527-60597-5.